# Essere al verde
Essere al verde è un modo di dire tipico della lingua italiana colloquiale, ma anche letteraria, che significa "rimanere senza un soldo, senza una lira”.
L'espressione è diffusissima, ma sulla sua origine ci sono varie teorie.

## Dibattito sull'origine
Sull'origine dell'espressione esistono differenti teorie, a volte nate in contesti sociali, nella maggior parte dei casi si tratterebbe di una di pseudoetimologia.
- Secondo alcune ricerche il modo di dire deriverebbe da un'antica usanza medievale, che consisteva nel far portare un berretto verde ai falliti in segno di pubblico scherno.
- Nelle sue Note al Malmantile racquistato (1688), Paolo Minucci ricorda come nelle aste pubbliche del Magistrato del Sale di Firenze si adoperassero, come "segnatempo", delle lunghe candele di sego tinte di verde nell'estremità inferiore: quando la candela arrivava "al verde", l'asta si chiudeva. Oppure, poiché i poveri non avevano soldi per comperare una candela nuova quando essa era finita, la utilizzavano fino alla base, che, un tempo, era sempre di color verde. Da qui era nata l'espressione "la candela è al verde", per indicare che il tempo era finito, ma anche "essere al verde di denari", che in seguito nell'uso comune si è contratta nell'attuale "essere al verde".
- In un altro caso potrebbe derivare dal fatto che la "fodera" interna delle scarselle portamonete era in genere di colore verde, per cui all'apertura dello stesso, essendo vuoto, si poteva vedere solo la fodera.
- Secondo un'altra teoria, l'espressione deriverebbe da un'usanza medievale che prevedeva l'accensione di una lanterna verde quando era pronto il cibo per una speciale categoria di poveri, i "vergognosi", coloro cioè che non erano nati poveri ma che lo erano diventati e che per questo motivo non si adattavano alla questua "normale". Questa usanza permetteva loro di entrare nell'ente caritatevole in silenzio, senza bussare, con minori probabilità di essere visti.
- A Padova si dà per certa l'origine della frase dalla "sala verde" dell'antico Caffè Pedrocchi, dove per antica tradizione chiunque può accomodarsi senza consumare.
- Altri sostengono che l'espressione sia nata nelle case da gioco. Il giocatore che ha perso tutte le sue fiche quando guarda il punto dove teneva il proprio gruzzoletto vede solo il tavolo da gioco, tradizionalmente verde.
- Altra teoria, emiliano romagnola, l'arrivare al verde della buccia di un cocomero, dopo aver consumato il rosso, raschiare il fondo sino ad arrivare al fondo.
- Un'altra teoria fa riferimento al colore delle prime cambiali, che erano appunto di colore verde. Chi rimaneva senza denaro poteva pagare con le cambiali che erano di colore verde.
- La bandiera italiana è composta da tre colori e la parte (fascia) verde è quella vicina all'asta. Il detto popolare fa riferimento all'eventualità, verificatasi in battaglie particolarmente cruente, che la parte di bandiera prima di colore rosso e poi di colore bianco venissero a mancare perché intaccate nel combattimento. Le rappresentazioni pittoriche delle battaglie tradizionalmente raffigurano bandiere ridotte a brandelli e mancanti delle parti più esterne.
- uno studio condotto dall’università di Milano ha rilevato che l’origine del detto e’ da attribuire al colore delle stanze dove si prestavano soldi

## Equivalenti in altre lingue
- francese: être dans le rouge, ne plus avoir un radis, ne plus avoir un rond, être à sec
- inglese: to be penniless, to be on the rocks, to be flat broke
- portoghese: estar teso, estar liso, não ter um chavo
- spagnola: estar sin blanca, estar sin un duro (Spagna), estar tieso (Spagna), estar sin lana (Messico), estar sin un peso (Messico)
- tedesco: auf den Hund kommen